# Eugen Richter
Pour les articles homonymes, voir Richter.
Eugen Richter, né le 30 juillet 1838 à Düsseldorf, en province de Rhénanie, et mort le 10 mars 1906 près de Berlin, est un politicien et journaliste libéral allemand.

## Biographie
Il fut un leader important du Parti progressiste allemand, puis du Parti radical allemand à partir de 1884, et enfin du Parti populaire radical à partir de 1893.
Il est enterré au cimetière de Luisenstadt à Berlin-Kreuzberg.